# Douglas F4D Skyray
Chiếc Douglas F4D Skyray (sau này được đổi tên thành F-6 Skyray) là một kiểu máy bay tiêm kích hoạt động trên tàu sân bay do hãng Douglas Aircraft Company chế tạo. Mặc dù nó chỉ được đưa ra hoạt động trong một thời gian rất ngắn và chưa bao giờ tham chiến, nó được ghi nhận là chiếc máy bay hoạt động trên tàu sân bay đầu tiên giữ kỷ lục thế giới tuyệt đối về tốc độ và là máy bay tiêm kích đầu tiên của Hải quân Mỹ vượt qua tốc độ Mach 1 khi bay ngang. 

## Thiết kế và phát triển
Chiếc F4D Skyray có thiết kế cánh tam giác với kiểu cánh dài, xuôi nhọn, đầu cánh bo tròn. Cánh có gốc dày chứa lỗ hút khí cho một động cơ turbo phản lực duy nhất. Nhiên liệu được chứa trong cánh và trong một thân sâu. Những thanh ở mép trước cánh được gắn nhằm tăng lực nâng khi cất cánh và hạ cánh, trong khi mép sau cánh chủ yếu là các cánh tà cung cấp các bề mặt kiểm soát máy bay.
Động cơ turbo phản lực Westinghouse J40 ban đầu được dự định trang bị cho chiếc máy bay này, nhưng may mắn là Douglas đã có một cái nhìn thận trọng nên để ngỏ các khả năng cho các kiểu động cơ khác. Động cơ J40 đã tỏ ra có nhiều sự cố và sau này phải hủy bỏ, nên chiếc Skyray được thay bằng động cơ Pratt & Whitney J57, một kiểu mạnh mẽ hơn nhưng cũng lớn hơn.
Máy bay sản xuất hằng loạt chỉ được giao hàng tận đầu năm 1956, trong khi Thủy quân Lục chiến Hoa Kỳ nhận được những máy bay đầu tiên của họ vào năm 1957. Có tổng cộng 419 chiếc F4D-1 được sản xuất, và sau khi Hệ thống định danh máy bay Thống nhất các binh chủng Hoa Kỳ (1962) được áp dụng, chiếc máy bay được đặt tên lại là F-6.

## Lịch sử hoạt động
Skyray dễ dàng được phân biệt với những chiếc khác vì nó chỉ được một phi đội Hải quân duy nhất (VFAW-3) sử dụng, phiên chế trong Bộ Chỉ huy Phòng không Bắc Mỹ. Phi đội VFAW-3 trú đóng thường trực tại Căn cứ Không lực Hải quân North Island, San Diego. Kiểu dáng độc đáo và bắt mắt đóng vai trò lớn làm cho chiếc Skyray trở thành một trong những máy bay tiêm kích phản lực đời đầu được biết đến nhiều nhất. Được gọi một cách trìu mến là "Ford" (ghép chữ "Four" và "D" trong tên của nó), chiếc máy bay này có một tốc độ và góc lên cao ngoạn mục, đã từng lập kỷ lục thế giới về tốc độ lên cao. Chiếc Skyray từ đứng yên đã bay lên 50.000 ft trong 2 phút và 36,05 giây ở một góc lên 70°.
Chiếc Skyray được thiết kế chỉ dành cho vai trò đánh chặn ở tầm cao và không phù hợp cho những vai trò đa nhiệm vụ được đòi hỏi sau đó, nên nó có thời gian phục vụ ngắn trong Hải quân và Thủy quân Lục chiến. Chiếc cuối cùng được rút ra khỏi phục vụ vào năm 1964, một chiếc duy nhất được NACA (Ủy ban Tư vấn Quốc gia Hàng không) (không lâu sau trở thành cơ quan NASA) sử dụng cho đến năm 1969.
Một kiểu cải tiến tiếp nối, chiếc F5D Skylancer, được thiết kế và những chiếc nguyên mẫu được chế tạo, nhưng nó bị hủy bỏ do có vai trò chức năng gần như tương đồng với chiếc Vought F8U Crusader, và cũng để giảm sự phụ thuộc vào Douglas Aircraft, lúc đó đang sản xuất nhiều kiểu máy bay khác cho Hải quân Hoa Kỳ.

## Các phiên bản
XF4D-1
Chiếc nguyên mẫu, đặt tên lại là YF-6A năm 1962, hai chiếc được chế tạo
F4D-1
Máy bay tiêm kích một chỗ ngồi phiên bản sản xuất, đặt tên lại là F-6A năm 1962, 420 chiếc được chế tạo.
F4D-2
F4D-1 được tái trang bị động cơ J57-F-14, 100 được đặt hàng nhưng bị hủy bỏ.
F4D-2N
Phiên bản F4D-2 với mũi kéo dài chứa một cặp radar quét, dự án này sau đó tích hợp vào chiếc F5D Skylancer.
YF-6A
Chiếc nguyên mẫu XF4D-1 được đặt tên lại năm 1962.
F-6A
F4D-1 được đặt tên lại năm 1962.

## Các nước sử dụng
Hoa Kỳ
- Hải quân Hoa Kỳ
- Thủy quân Lục chiến Hoa Kỳ
- NACA / NASA

## Đặc điểm kỹ thuật (F4D-1)

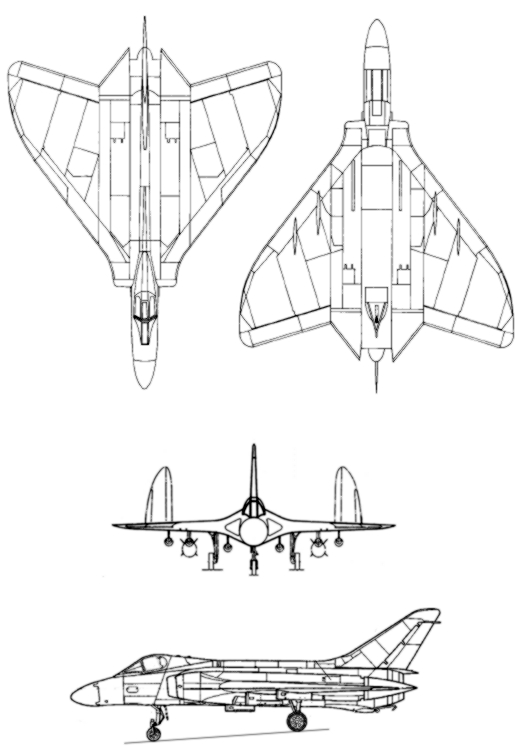
F4D Skyray

### Đặc tính chung
- Đội bay: 01 người
- Chiều dài: 10,21 m (33 ft 6 in)
- Sải cánh: 13,8 m (45 ft 3 in)
- Chiều cao: 3,96 m (13 ft 0 in)
- Diện tích bề mặt cánh: 52 m² (557 ft²)
- Lực nâng của cánh: 198 kg/m² (41 lb/ft²)
- Trọng lượng không tải: 7.268 kg (16.024 lb)
- Trọng lượng có tải: 10.273 kg (22.648 lb)
- Trọng lượng cất cánh tối đa: 12.300 kg (27.116 lb)
- Động cơ: 1 x động cơ Pratt & Whitney J57-P-8 turbo phản lực, lực đẩy 10.200 lbf (45 kN), lực đẩy có đốt sau 16.000 lbf (71 kN)

### Đặc tính bay
- Tốc độ lớn nhất: 1.200 km/h (627 knot, 722 mph)
- Tầm bay tối đa: 1.900 km (1.040 nm, 1.200 mi)
- Bán kính chiến đấu: 1.100 km (610 nm, 700 mi)
- Trần bay: 17.000 m (55.000 ft)
- Tốc độ lên cao: 93,3 m/s (18.300 ft/min)
- Tỉ lệ lực đẩy/khối lượng: 0,71

### Vũ khí
- 4 × pháo Mk 12-0 20 mm (0,787 in) gắn ở gốc cánh, 65 viên đạn mỗi khẩu
- 2 × bom 910 kg (2.000 lb)
- 2 × tên lửa đối không AIM-9 Sidewinder
- rocket:
  - 6 cụm 7 × 70 mm (2,75 in) hoặc
  - 4 cụm 19 × 70 mm (2,75 in)

### Điện tử
- radar APQ-50A
- radar kiểm soát hỏa lực Aero 13F

## Nội dung liên quan

### Máy bay liên quan
- F5D Skylancer

### Máy bay tương tự
- F7U Cutlass
- F9F Cougar
- FJ Fury
- F-86 Sabre
- F-84F Thunderstreak
- de Havilland Sea Vixen
- Dassault Mystère
- Mikoyan-Gurevich MiG-15
- Mikoyan-Gurevich MiG-17
- Saab Tunnan
- Supermarine Swift

### Trình tự thiết kế
- Trình tự Hải quân (trước năm 1962):

XFD - F2D - F3D - F4D - F5D - F6D
- Trình tự thống nhất các binh chủng (sau năm 1962):

F-3 - F-4 - F-5 - F-6 - F-7 - F-8 - F-9

### Danh sách liên quan
- Danh sách máy bay chiến đấu
- Danh sách máy bay quân sự Hoa Kỳ